# Vladimir Prebilič
Vladimir Prebilič (ur. 21 maja 1974 w Lublanie) – słoweński historyk, samorządowiec i nauczyciel akademicki, burmistrz gminy Kočevje, kandydat w wyborach prezydenckich w 2022, poseł do Parlamentu Europejskiego X kadencji.

## Życiorys
Ukończył studia z historii i geografii na Uniwersytecie Lublańskim. W 2001 na wydziale nauk społecznych tej uczelni uzyskał magisterium, a w 2004 doktoryzował się z nauk o obronności. Został nauczycielem akademickim na stołecznym uniwersytecie, kierował na nim katedrą studiów, a także objął stanowisko profesorskie.
W latach 2002–2006 zasiadał w radzie gminy Kočevje, od 2003 pełnił funkcję zastępcy burmistrza. W latach 2006–2008 był osobistym doradcą Boruta Pahora, później do 2011 współpracował z administracją prezydenta Danila Türka. W 2010 po raz pierwszy wybrany na stanowisko burmistrza gminy Kočevje, w kolejnych wyborach z powodzeniem ubiegał się o reelekcję. Wszedł w skład organów kierowniczych słoweńskich organizacji samorządowych, został też przewodniczącym słoweńskiej delegacji do Kongresu Władz Lokalnych i Regionalnych Europy.
W wyborach prezydenckich w 2022 był niezależnym kandydatem na urząd prezydenta, uzyskał poparcie kilkudziesięciu słoweńskich burmistrzów. W pierwszej turze zajął czwarte miejsce wśród siedmiu pretendentów z wynikiem niespełna 11% głosów. W 2024 z ramienia ugrupowania Vesna uzyskał mandat posła do Europarlamentu X kadencji.